# 1741

## أحداث
- تأسيس مدينة إيلوليسات وتقع حاليا في جرينلاند.
- تأسيس مدينة ارموسييو سونورا وتقع حاليا في المكسيك.
- بداية الحرب الروسية السويدية في 1741 والتي انتهت في 1743.
- نهاية دولة اليعاربة.

## مواليد
- جوزيف الثاني، حاكم روماني للإمبراطورية الرومانية.
- علي باشا، حاكم الباني.
- كريستيان هاينريش فولكه، معلم في التربية الإصلاحية.
- هنري فوسيلي، رسام بريطاني من أصل ألماني-سويسري.
- 13 مارس - جوزيف الثاني، حاكم من حكام الإمبراطورية الرومانية الجرمانية.

## وفيات
- أنطونيو فيفالدي
- فيتاس بيرنغ